# ピリカ遺跡
ピリカ遺跡（ピリカいせき）は、北海道今金町にある旧石器時代の遺跡。美利河遺跡とも表記される。1994年（平成6年）に国の史跡に指定されている。

## 概要
渡島半島のピリカベツ川流域の台地上にある。1983年（昭和58年）以来、美利河ダムの建設工事に伴って発掘調査が行われて、調査面積1585平方メートルの範囲から細石刃・尖頭器をはじめ、細石刃核・刻器・削器、ドゥナイト製の玉などが大量に出土した。出土品の分析により、これらの石器は3ないし5つの時期に分けることが可能で、黒曜石は北海道各地から、玉は遠く大陸からもたらされたことが判明している。出土品は11万点以上にのぼるが、そのうち各時期を代表する石器、接合資料など163点が「北海道美利河1遺跡出土品」の名称で重要文化財に指定されている（ピリカ旧石器文化館保管）。

## 関連施設
2003年（平成15年）には遺跡に隣接して「ピリカ旧石器文化館」がオープンした。
積雪期は「ふれあい歩くスキーコース」が開設される。